# Valentín Uriona
Valentín Uriona Laucirica (Múgica (Vizcaya), 29 de agosto de 1940 - Sabadell, 30 de julio de 1967) fue un ciclista español, profesional entre los años 1961 y 1967, que logró un total de 28 victorias.
En su palmarés, destacan algunas victorias como la Milán-Turín o el Dauphiné Libéré de 1964. También cuenta con triunfos de etapa en la Vueltas a España y Cataluña.
Participó en tres ocasiones en el Tour de Francia, siendo su mejor resultado el puesto 13.º logrado en 1965. En la Vuelta a España, sus mejores resultados fueron la 6.ª conseguida en 1966 y el 7.º lugar obtenido en 1964, además de liderar la prueba durante diez días en 1966. También fue 4.º en la Volta a Cataluña de 1963.
Falleció en 1967 como consecuencia de una caída durante la disputa del Campeonato de España de fondo en carretera, en Sabadell.

## Palmarés
| 1961 - G.P. Iurreta 1962 - 1 etapa de la Volta a Cataluña - 2 etapas del Circuito Montañés - Campeón de España por Regiones 1963 - 1 etapa de la Vuelta a España - 1 etapa de la Volta a Cataluña - G.P. Llodio 1964 - Milán-Turín - Dauphiné Libéré - 1 etapa de la Volta a Cataluña - 1 etapa de la Vuelta a Levante - 1 etapa de la Vuelta a Ávila - G.P. Tafalla | 1965 - 2 etapas de la Volta a Cataluña - 1 etapa de la Vuelta a Ávila - G.P. Villabona 1966 - 1 etapa de la Vuelta a España - Campeonato de España de Montaña - 1 etapa de la Vuelta a Levante - Campeón de España por Regiones 1967 - Vuelta a Mallorca, más 2 etapas - 1 etapa de la Vuelta a los Valles Mineros |